# فسيفولود سافونوف
فسيفولود سافونوف (بالروسية: Всеволод Дмитриевич Сафонов)‏ هو ممثل روسي (وحمل سابقاً جنسية الاتحاد السوفيتي)، ولد في 9 أبريل 1926 بموسكو في روسيا، وتوفي بنفس المكان في 6 يوليو 1992 بسبب سرطان. بدأ مشواره المهني سنة 1949، ومن الجوائز التي نالها فنان الشعب لجمهورية روسيا السوفيتية الاتحادية الاشتراكية ‏ سنة 1974.

## جوائز
- فنان الشعب لجمهورية روسيا السوفيتية الاتحادية الاشتراكية [الإنجليزية]‏ (1974)

## وصلات خارجية
- فسيفولود سافونوف على موقع IMDb (الإنجليزية)
- فسيفولود سافونوف على موقع قاعدة بيانات الفيلم (الإنجليزية)